# 豊橋鉄道
豊橋鉄道株式会社（とよはしてつどう、英: Toyohashi Railroad Co., Ltd.）は、愛知県豊橋市および田原市において鉄道、豊橋市内で軌道（路面電車）を運営する鉄道事業者。名古屋鉄道（名鉄）の連結子会社である。本社は愛知県豊橋市の豊橋駅前にある豊鉄ターミナルビルに所在。愛称・略称は豊鉄（とよてつ）。

## 歴史
- 1924年（大正13年）3月17日 - 豊橋電気軌道株式会社として設立。
- 1925年（大正14年）7月14日 - 市内線が開業。
- 1927年（昭和2年）8月26日 - 本社を豊橋市花田町字東郷12番地の2に移転[3]。
- 1935年（昭和10年） - 豊橋循環自動車を合併。バス事業に参入。
- 1939年（昭和14年）9月 - 名古屋鉄道の傘下に入る。
- 1943年（昭和18年）11月1日 - 豊橋乗合自動車を設立、同社にバス運輸事業を譲渡。
- 1949年（昭和24年）9月1日 - 豊橋乗合自動車を合併し、豊橋交通株式会社に社名変更。

豊橋電気軌道社章
豊橋交通社章

- 1954年（昭和29年）
  - 7月22日 - 豊橋鉄道株式会社に社名変更。
  - 8月6日 - 豊橋観光自動車を設立。
  - 10月1日 - 名古屋鉄道から渥美線の新豊橋 - 三河田原間を譲り受ける。
- 1956年（昭和31年）
  - 5月17日 - 豊橋交通（2代目。現在の豊橋交通とは別）を設立。
  - 10月1日 - 田口鉄道を合併。同社線を田口線とする。
- 1958年（昭和33年）9月 - 本社所在地が豊橋市南松山町153番地に地番変更。
- 1964年（昭和39年）3月18日 - 豊川観光自動車を設立。
- 1965年（昭和40年）9月17日 - 田口線の清崎 - 三河田口間が水害で不通に。翌年から休止。
- 1968年（昭和43年）9月1日 - 田口線の本長篠 - 清崎間、休止中の清崎 - 三河田口間を廃止。
- 1975年（昭和50年）
  - 10月1日 - 豊鉄タクシーを設立、関連会社と三河観光のタクシー部門を統合。
  - 10月13日 - 豊鉄自動車整備を設立、草間工場と豊鉄商事整備工場を統合。
- 1976年（昭和51年）3月7日 - 市内線柳生橋支線を廃止[4]。
- 1978年（昭和53年）9月6日 - 豊鉄施設工業を設立、鉄道技術部門を分社化。
- 1980年（昭和55年）7月29日 - 豊鉄商事（初代）が豊鉄観光サービスに社名変更。豊鉄商事（2代目）を設立。
- 1986年（昭和61年）7月 - 豊鉄施設工業が豊鉄建設に社名変更。
- 1988年（昭和63年）10月5日 - 豊鉄ターミナルホテル開業。
- 2001年（平成13年）10月1日 - 豊鉄観光サービスと豊橋観光旅行会が合併。
- 2002年（平成14年）1月1日 - 豊橋観光自動車が豊橋鉄道の観光バス部門と統合した上で豊鉄観光バスに、豊川観光自動車を豊鉄ミディバスに社名変更。
- 2004年（平成16年）
  - 7月1日 - 豊鉄観光サービスが豊鉄観光バスと合併し、豊鉄観光に社名変更。
  - 10月 - 豊鉄ミデイを設立。
  - 12月 - 豊鉄ミディバス解散。
- 2005年（平成17年）6月下旬 - ノーネクタイによる軽装化運動を開始。
- 2006年（平成18年）1月1日 - 全駅・全停留所における終日禁煙を実施。
- 2007年（平成19年）
  - 5月22日 - 豊鉄バスを設立。
  - 10月1日 - 自動車（バス）事業を豊鉄バスに移管。
- 2009年（平成21年）
  - 3月2日 - 東三河初となる有料自習室、豊鉄の森自習室をオープン。
  - 6月11日 - 豊鉄建設の社名の呼称を「ほうてつけんせつ」から「とよてつけんせつ」に変更。
- 2011年（平成23年）
  - 2月11日 - ICカード乗車券manacaを導入[5]
  - 4月20日 - 豊鉄の森自習室を閉店。
  - 8月19日 - 豊鉄観光から豊鉄観光サービス（2代目）が分離し、豊鉄観光は豊鉄観光バス（2代目）に改称。
  - 10月11日 - 本社所在地を豊橋市駅前大通一丁目46番地の1に移転。
- 2012年（平成24年）11月 - 豊鉄環境アシストを設立。
- 2013年（平成25年）3月23日 - JR東日本のSuicaなど交通系ICカード全国相互利用サービス開始。
- 2014年（平成26年）- 「豊橋の路面電車（愛称「市電」）を活かしたまちづくり」で、国土交通省手づくり郷土賞（地域活動部門）を受賞[6]。
- 2015年（平成27年）3月 - 岡山電気軌道と「路面電車を通じて互いの地域活性化に貢献する」姉妹縁組を締結。
- 2021年（令和3年）4月1日 - 豊鉄観光サービスが豊鉄観光バスを合併し豊鉄観光バスに社名変更[7]。
- 2024年（令和6年）11月30日 - 3月17日に迎えた創立100周年を記念して「豊鉄グループ感謝祭」を開催[8][9]。

## 鉄道・軌道事業

### 路線

路線図（クリックで拡大）

#### 営業区間
- 鉄道線
  - 渥美線
- 軌道線
  - 東田本線（豊橋市内線）

#### 廃止区間
- 鉄道線
  - 田口線 - 1968年に全線廃止。
- 軌道線
  - 東田本線 - 市民病院前 - 駅前間が1973年に廃止。
  - 柳生橋支線 - 1976年に廃止[4]。

### 車両
各路線の記事を参照。

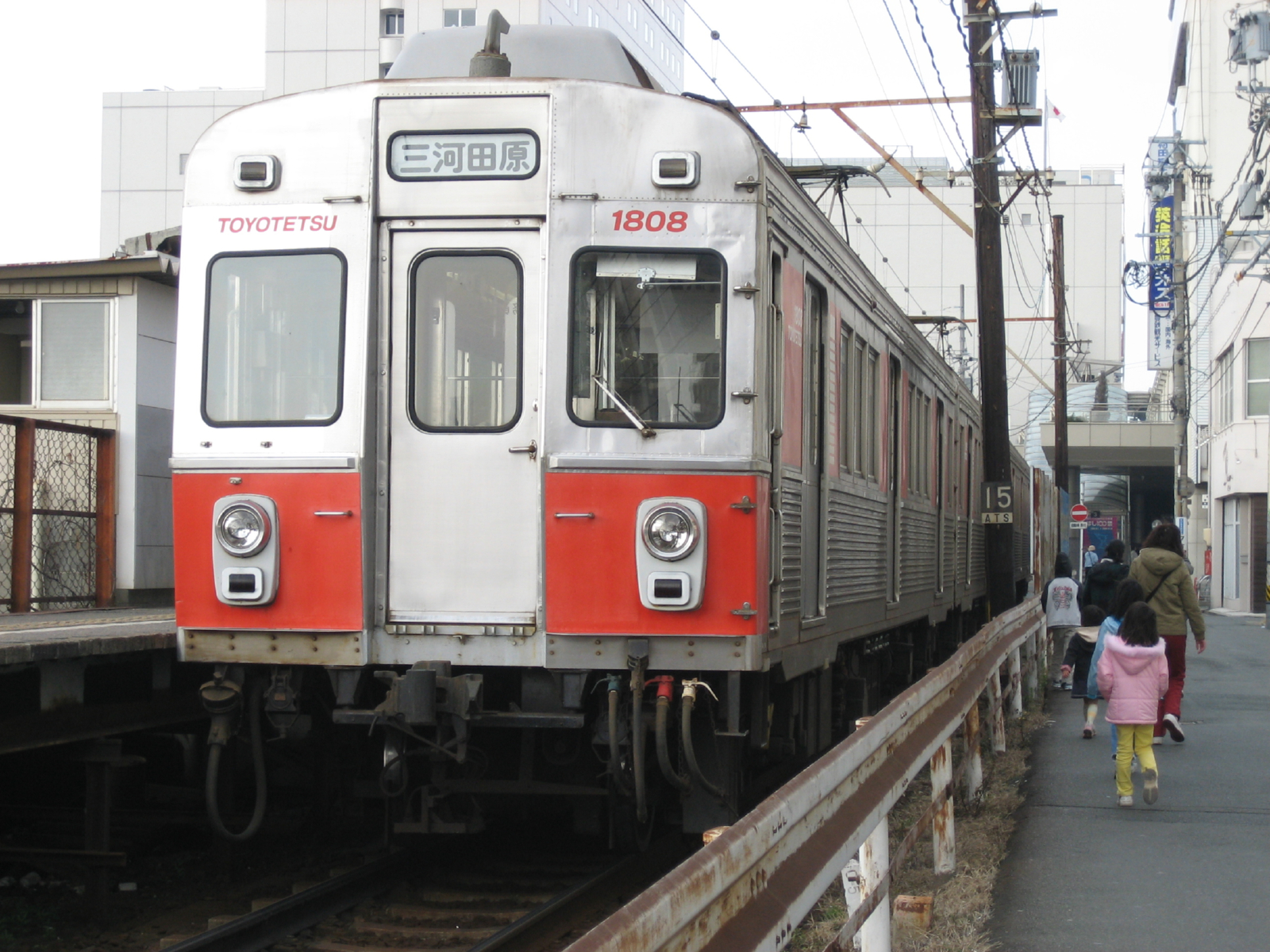
渥美線 1800系電車 2006年2月
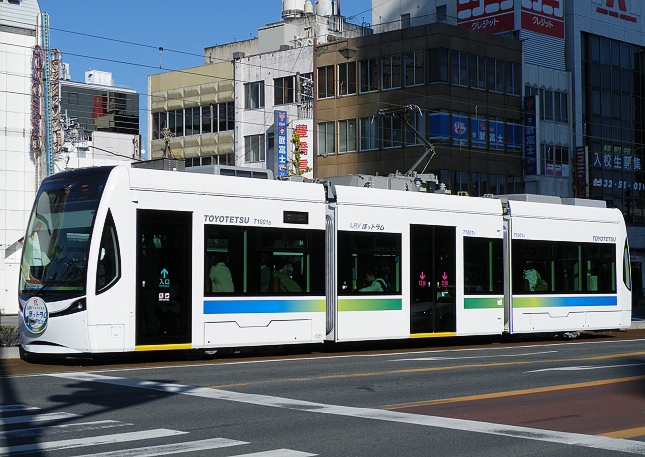
東田本線 T1000形「ほっトラム」 2009年1月
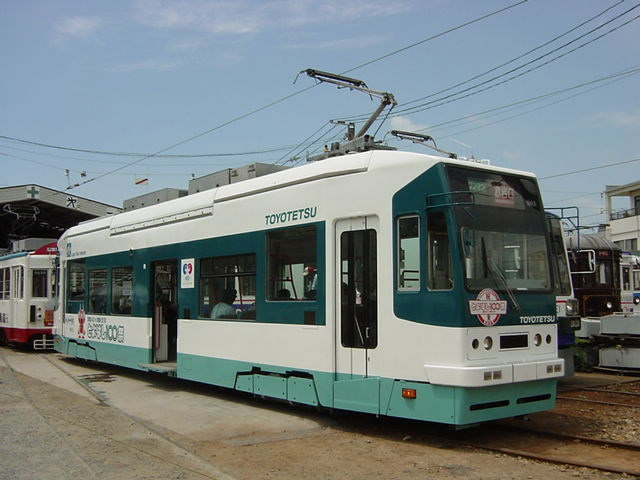
東田本線 モ800形電車 2005年8月
- 東田本線
モ3100形 花電車

### 運賃・切符
| キロ程 | 普通運賃（円） |
| ------ | -------------- |
| 1 - 2  | 170            |
| 3 - 4  | 180            |
| 5      | 210            |
| 6      | 230            |
| 7      | 250            |
| 8      | 280            |
| 9      | 310            |
| 10     | 340            |
| 11     | 370            |
| 12     | 400            |
| 13     | 420            |
| 14     | 450            |
| 15     | 480            |
| 16     | 500            |
| 17     | 530            |
| 18     | 550            |

本項の運賃・料金額は特記なければ2024年3月16日現在のものである。
- 渥美線の運賃は、営業キロによって運賃を計算する。営業キロの小数点以下は切り上げ。小児は半額、5円の端数は切り上げ。
- 東田本線（豊橋市内線）では、大人200円、小児100円の均一運賃を採用している。
- 身体障害者・知的障害者・精神障害者割引は運賃減算額欄に第1種（または1級）の記載がある障害者手帳持参者が介護者と同伴して渥美線・市内線に乗車する場合に適用される。2024年3月16日から渥美線で精神障害者割引[13]、東田本線（豊橋市内線）で身体障害者・知的障害者・精神障害者割引[14]が導入された。

#### 入場券
- 大人170円、小児90円。新豊橋駅・南栄駅・高師駅・大清水駅・三河田原駅で発売。

#### フリー切符
- 渥美線1日フリー乗車券（大人1,200円、小児600円）
- 市内線1日フリー乗車券（大人550円、小児280円）
- いこまい豊橋電車・バス1日フリー乗車券（大人1,100円、小児550円）
- 伊良湖1DAYフリーきっぷ（大人2,300円、小児1,150円）
- 伊良湖2DAYフリーきっぷ（大人3,300円、小児1,650円）

#### 過去のフリー切符
発売額は廃止時点のもの。
- ワイド3・3・SUNフリーきっぷ（大人6,000円、小児3,000円。2006年3月31日廃止）
- 穂の国ワンデーフリーきっぷ（大人1,100円、小児550円。2006年12月31日廃止）
- ワンデーフリーきっぷ（大人650円、小児330円。2006年12月31日廃止）

#### ICカード
名古屋鉄道・名鉄バス・名古屋市交通局・名古屋臨海高速鉄道（あおなみ線）・名古屋ガイドウェイバスとの共通利用が可能なICカード乗車券「manaca」を、2011年2月11日に導入した。2012年からはJR東海のTOICA、2013年3月からは全国のICカードとの相互利用を開始している。
導入区間は東田本線（豊橋市内線）全線と渥美線で、東田本線は車内運賃箱を読み取り装置付の新型に更新（T1000形は当初の運賃箱をICカード導入時に他車と同等品に交換）しており、渥美線には簡易改札機を設置している。渥美線内でチャージが可能な駅は新豊橋、南栄、高師、大清水、三河田原の5駅のみである。

## バス事業
自動車（バス）事業を直営していたが、赤字部門のコストの削減および事業運営の迅速化による収益力強化と路線維持を図るため、2007年5月22日に自動車事業の分社を目的とした豊鉄バス株式会社を設立。各所の承認を経て同年10月1日に自動車事業を移管・分社した。

## 連結子会社
2024年3月11日現在
- 豊鉄バス株式会社
- 豊鉄建設株式会社
- トヨテツオートサービス株式会社
- 豊鉄ミデイ株式会社 - 田原市ぐるりんバス等。
- 豊鉄環境アシスト株式会社
- 豊鉄タクシー株式会社

### 過去のグループ会社
- 株式会社豊鉄ターミナルホテル - 2020年解散。
- 豊鉄観光サービス株式会社 - 2021年4月に豊鉄観光バスに吸収合併。
- 豊鉄観光バス株式会社 - 2023年4月に豊鉄バスに吸収合併。